# 24026 Pusateri
24026 Pusateri là một tiểu hành tinh vành đai chính với chu kỳ quỹ đạo là 1260.4804573 ngày (3.45 năm).
Nó được phát hiện ngày 9 tháng 9 năm 1999.